# Norgesmesterskabet i boksning 1921
Norgesmesterskabet i boksning 1921 blev arrangeret af Bokseforbundet 5-6. marts i Turnhallen, Kristiania.

## Medaljevindere
Kongepokalen kunne vindes i vægtklassen weltervægt og blev vundet af Aage Steen.

### Herrer
| Vægtklasse: | Guld:                        | Sølv:                   | Bronze: |
| Fluevægt    | Einar Nilsen Skar, Bragerøen | Alfred Larsen, Rollo    |         |
| Bantam      | John Koss, Turnf.            | Finn Finsen, Ørnulf     |         |
| Fjervægt    | Louis Darbo, KAK             | Alf Pedersen, BAK       |         |
| Letvægt     | Paul Erdahl, BAK             | Kristoffer Nielsen, KAK |         |
| Weltervægt  | Aage Steen, Brage            | Trygve Stokstad, Turnf. |         |
| Mellemvægt  | Johannes Røhme, Brage        | Hjalmar Strømme, BAK    |         |
| Letsværvægt | Johan Johansen, Turnf.       |                         |         |
| Sværvægt    | Johan Fog Clementz, Tjalve   | Hoffmann, Ørnulf        |         |